# Johann Hermann Schein
Johann Hermann Schein (Grünhain-Beierfeld, 20 gennaio 1586 – Lipsia, 19 novembre 1630) è stato un compositore tedesco.
Insieme a Heinrich Schütz e Samuel Scheidt fu il più grande compositore tedesco della prima metà del XVII secolo. Una sua celebre opera è il Banchetto Musicale, composto a Lipsia nel 1617, comprendente diciannove Suites per vari strumenti. Tra le altre raccolte da lui pubblicate si ricordano Cimbalum Sionium, Israelis Brünnlein, Opella Nova I e II e Venus Kräntzelein.

## Biografia

### Prima formazione a Dresda
Johann Hermann Schein era il quinto figlio del pastore protestante Hieronymus Schein, originario di Dresda, e visse i primi anni a Grünhain, nell'Erzgebirge.
Dopo la morte del pastore, avvenuta nel 1593, la madre tornò con il figlio nella casa dei propri genitori a Dresda, in parte perché la casa di Grünhain serviva al nuovo pastore, e in parte perché in quella piccola città riusciva a stento a procurarsi di che vivere. A Dresda Schein poté sviluppare il suo talento per il canto nel coro di voci bianche della Dresdner Hofkapelle, facente parte della cantoria del principato, sotto la guida di Rogier Michael e fino al 1603 fu soprano. Dopo il cambio della voce fu mandato ad approfondire la sua formazione nella scuola regionale del principato a Pforta, dove fu ammesso il 18 maggio 1603. Qui imparò ottimamente i fondamenti della conoscenza musicale; tuttavia tornò a Dresda nell'aprile del 1607.

### Studi giuridici e attività di musicista
Schein era già iscritto all'Università di Lipsia fin dal 1603, ma non poté iniziare prima del 1608. Studiò giurisprudenza e arti liberali e, in qualità di ex membro della cantoria del principato, riceveva una borsa di studio. Anche se aveva intrapreso seriamente lo studio del diritto (si laureò nel 1612), il suo interesse era rivolto maggiormente a poesia e musica, e cominciò a comporre. Nel 1609 pubblicò la sua prima opera musicale dal titolo Das Venus Kräntzlein (La coroncina di Venere), brano di musica profana per cori da cinque fino a otto voci e parti strumentali.
Nel 1613 Schein divenne insegnante di musica a Weißenfels Gottfried von Wolffersdorf, che lo aveva conosciuto a Pforta, dopo di che gli venne assegnato il ruolo di direttore musicale della famiglia. Non aveva però rinunciato a comporre, e infatti nel 1614 pubblicò Cymbalum Sionium, opera in forma di mottetti di carattere sacro, in latino e tedesco. Nell'autunno del 1616 Schein fu nominato successore di Sethus Calvisius come Thomaskantor della Thomasschule e direttore musicale della città di Lipsia. I notevoli impegni legati al ruolo di cantore e direttore musicale della Thomasschule, che comprendevano il servizio liturgico nelle chiese di San Nicola e di San Tommaso, nonché l'accompagnamento di matrimoni, battesimi, funerali e manifestazioni del cittadine, indebolirono molto la sua salute.

### Età adulta e morte
A Weimar sposò Sidonia, figlia del funzionario del principato sassone Eusebius Hösel. Tre figlie morirono in tenera età e Sidonia stessa morì nel 1624 alla nascita della terza figlia; solo i due figli maschi sopravvissero al padre.
Nel 1625 sposò Elisabetta del Perre, figlia del pittore Johann von der Perre. Dei cinque figli nati da questo matrimonio, quattro morirono nell'infanzia. Nella seconda edizione del 1645 del suo Cantionale, che Schein iniziò a costruire a partire dal 1629, ci sono 58 brani composti dall'Autore stesso, tra i quali i canti funebri dedicati alla prima moglie e a sette dei suoi figli.
Lui stesso era spesso malato. Nonostante fosse affetto da malattie polmonari e problemi renali, continuò a lavorare come insegnante, direttore di coro, organista e compositore. Ricorse due volte a cure nella città di Karlsbad, ma senza riceverne alcun sollievo. Morì prima ancora di compiere 45 anni. Heinrich Schütz compose un lamento funebre in suo onore. Fu seppellito nella sua città natale, nella cui chiesa di San Nicola si trova un epitaffio; davanti alla chiesa un monumento ricorda il musicista.

## Opere

### Classificazione storica
Schein viene collocato nelle tre grandi "SCH", insieme a Samuel Scheidt (proveniente da Halle) e a Heinrich Schütz (di Dresda), con il quale fu amico per tutta la vita: questi tre musicisti, tutti inizianti per "SCH", tutti provenienti dalla Germania centrale e nati in tre anni successivi (1585, 1586 e 1587) sono considerati tra i maggiori musicisti del primo barocco tedesco. Tutti e tre, pur legati alla tradizione tedesca, sono stati molto influenzati dalle esperienze musicali e poetiche italiane, che si facevano strada anche in Sassonia a partire da Venezia, passando per Vienna e Praga.
Schein in particolare, che si era dedicato alla poesia oltre che alla musica, seppe coniugare queste due arti in mottetti, madrigali, Lieder; nella musica sacra è da notare come la novità (legata alla Riforma luterana) dei testi in tedesco invece che in latino generò necessariamente soluzioni innovative, debitrici della musica profana che già si era sviluppata nelle lingue parlate.
Il Cantionale di Schein (la prima edizione è del 1629) è uno dei libri di canti più importanti. Nella musica sacra composta da Schein a Lipsia è notevole lo sviluppo della cantata a partire dall'andamento indipendente delle parti strumentali. Le opere principali son il Cymbalum Sionum (raccolta di mottetti del 1615), i concerti spirituali Opella nova (del 1618 e del 1626), la raccolta di mottetti sacri Israelisbrünnlein (1623), che per affinità sono stati ingiustamente relegati nell'ombra della musica corale sacra di Heinrich Schütz, le opere profane Waldliederlein e Venus Kräntzlein.

### Considerazione dei contemporanei
Negli ambienti musicali dell'epoca Schein godeva di grande considerazione.
Il suo legame con la città natale e i suoi abitanti lo ispirarono a scrivere brani dedicati alla vita della gente di montagna e dei monaci, mentre i lutti che dovette affrontare lo portarono a comporre numerosi canti funebri.
Fu celebrato come Thomaskantor e come poeta per le liriche dei suoi brani (Gottfried Vopelius riprese 98 dei versi del suo Cantionale per il nuovo libro dei canti di Lipsia), ma solo la successiva generazione di compositori, come Heinrich Albert, avrebbe riconosciuto pienamente la sua importanza.

### Principali opere
- Lied Machs mit mir Gott nach deiner Güt; sono contenute anche 77 melodie per corale tramandate da Schein
- 1609: Venus-Kräntzlein, Wittenberg
- 1615: Cymbalum Sionum, Lipsia (contiene i mottetti Verbum caro factum est, O Domine, Jesu Christe, Ist nicht Ephraim mein teurer Sohn e altri)
- 1618: Opella nova, prima parte dei concerti spirituali, Lipsia (una seconda parte fu pubblicata nel 1626); contiene Vom Himmel hoch, Gelobet seist du, Jesu Christ e altre composizioni da corali luterani
- 1621: Musica boscareccia, Wald-Liederlein. Lipsia
- 1623: Fontana d’Israel. Israelis Brünnlein, Lipsia (raccolta di 26 madrigali sacri, tra i quali Die mit Tränen säen, famoso per l'uso estremo di cromatismi)
- 1627: Gesangbuch Augsburger Konfession
- Diletti pastorali, madrigale in lingua tedesca

### Pubblicazioni dell'epoca
- 1617: Banchetto musicale
- 1621, 1626, 1628: Musica Boscareccia oder Waldliederlein mit Liebesliedern, Trinkliedern (tre parti)
- 1623: Israels Brünnlein (raccolta di mottetti)
- 1627–1629: Cantional, kirchliches Gesangbuch (286 canti in latino e in tedesco)